# Intervenția franceză în Mexic
A doua intervenție franceză în Mexic (spaniolă Segunda intervención francesa en México), de asemenea, cunoscută sub numele de Afacerea Maximilian, Aventura Mexicană, Războiul Intervenției Franceze, Războiul franco-mexican sau al Doilea Război franco-mexican, a fost o invazie a Mexicului la sfârșitul anului 1861 de către Al Doilea Imperiu Francez, susținută la început de către Regatul Unit și Spania. A urmat după ce președintele Benito Juárez a suspendat plata dobânzilor către țările străine pe 17 iulie 1861, acest lucru cauzând furia acestor trei creditori. 
Împăratul Napoleon III al Franței a fost instigatorul, justificând intervenția militară prin susținerea unei politici externe largi de angajament pentru comerț liber. Pentru el, un guvern prietenos în Mexic ar asigura accesul european la piețele din America Latină. Napoleon a vrut, de asemenea, argintul, care putea fi exploatat în Mexic pentru a finanța imperiul său. Napoleon a construit o coaliție cu Spania și Marea Britanie, în timp ce SUA era profund implicată în războiul civil din propria țară.
Cele trei puteri europene au semnat Tratatul de la Londra la 31 octombrie 1861, pentru a-și uni eforturile pentru a primi plățile de la Mexic. La 8 decembrie flota și trupele spaniole au ajuns la principalul port din Mexic, Veracruz. Când britanicii și spaniolii au aflat că Franța planifica să captureze tot Mexicul, s-au retras rapid din coaliție.
Invazia franceză ulterioară a dus la Al Doilea Imperiu Mexican. În Mexic, imperiul impus de francezi era susținut de clerul romano-catolic, multe elemente conservatoare ale clasei superioare, și unele comunități indigene; mandatul prezidențial al lui Benito Juárez (1858-1871) a fost întrerupt de conducerea monarhiei habsburgice din Mexic (1864-1867). Conservatorii și mulți din nobilimea mexicană, au încercat să reînvie forma monarhică de guvernământ (a se vedea: Primul Imperiu Mexican), atunci când au ajutat la aducerea în Mexic a Arhiducelui Maximilian Ferdinand, sau Maximilian I al Casei Regale a Austriei. Franța a avut diverse interese în această afacere mexicană, cum ar fi căutarea reconcilierii cu Austria, care a fost învinsă în timpul Războiului franco-austriac din 1859, a contrabalansa puterea protestantă americană în creștere prin dezvoltarea unui puternic imperiu catolic vecin, precum și exploatarea minelor bogate din nord-vestul țării.
După sfârșitul Războiului Civil American, guvernul SUA a obligat Franța să-și retragă trupele și imperiul s-a prăbușit. Maximilian I a fost executat în 1867.

## Legături externe
Materiale media legate de Intervenția franceză în Mexic la Wikimedia Commons
- Chronology of the Mexican Adventure 1861–1867 Arhivat în 13 iunie 2011, la Wayback Machine.
- Bibliography for the French intervention in Mexico Arhivat în 22 februarie 2020, la Wayback Machine.